# COMAL
COMAL (COMmon Algorithmic Language) er et computer-programmeringssprog udviklet i Danmark af Benedict Løfstedt og Børge Christensen i 1973. Den første version Comal F-73 kørte bl.a. på SC Metric computere (Alpha LSI-2/20).
COMAL var en kombination af datidens dominerende programmeringssprog til uddannelsesformål, BASIC og Pascal, og hensigten var at introducere strukturerede programmeringselementer i et miljø, hvor BASIC normalt blev anvendt.
Rapporten COMAL 80 PROGRAMMING LANGUAGE REPORT indeholdt den formelle definition af sproget.
COMAL fandtes til:
- BBC Micro
- Commodore PET / Commodore 64 / Amiga
- Compis / Scandis
- CP/M
- IBM PC
- Piccoline
- Regnecentralen RC7000 (Data General Nova 1200)
- Texas Instruments TI-99/4A
- Tiki 100